# Escharella spinosissima
Escharella spinosissima är en mossdjursart som först beskrevs av Walter Douglas Hincks 1881.  Escharella spinosissima ingår i släktet Escharella och familjen Romancheinidae. Inga underarter finns listade i Catalogue of Life.